# Région du centre de l'Australie
Localisation
Le centre de l'Australie est une région principalement composée de désert et de régions semi-arides. La phytorégion fait partie du biome des Déserts et terres arbustives xériques où il y a de faibles précipitations et de grands écarts de température. La couverture végétale qui domine cette région est faite d'arbustes et de broussailles, elle représente 23 % de la flore endémique australienne, les espèces prédominantes sont du genre Triodia, communément appelé spinifex.

## Biome
Le biome de l’Australie central est celui des déserts et terres arbustives xériques. Ce biome est présent dans plusieurs régions du monde. Les pluies y sont faibles, la rosé matinale constitue souvent la seule ressource en eau pour les espèces et l'évaporation y est plus importante que les précipitations. La végétation y est rare, elle est la plupart du temps basse et atrophiée, elle est dite xérophyte. En plus de la faible quantité d'eau, les plantes doivent faire face à un sol pauvre en matières organiques et à une grande variation des températures entre le jour et la nuit.

## Climat australien central
Le climat du centre de l'Australie est chaud et aride. Les températures de jour peuvent atteindre jusqu'à 40 °C en été et descendent à 18 °C l'hiver. Les précipitations y sont faibles, les différentes zones reçoivent entre 80-110 et 250 mm de pluie par année. D'une année à l'autre, les précipitation peuvent être très irrégulières, avec des rapports supérieurs à 10 entre une année pluvieuse et une année sèche.
Ci-dessous les données météorologique de la ville d'Alice Springs, située en plein cœur de l'Australie.

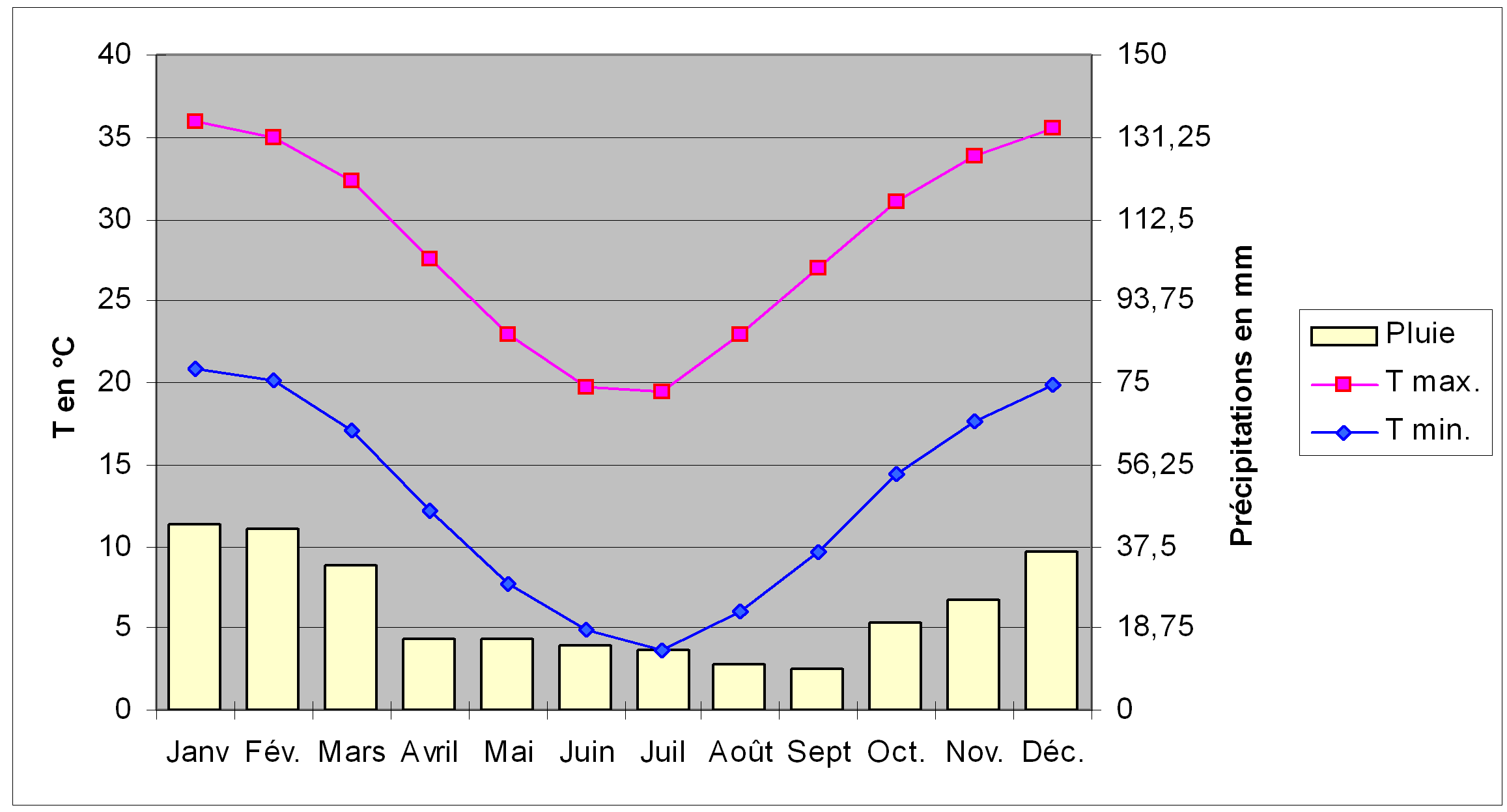
Thermométrie et pluviométrie à Alice Springs, source : Bureau of Meteorology

| Température maximale moyenne (°C) | 36,3 | 34,9 | 32,6 | 28,1 | 23,0 | 19,9 | 19,6 | 22,5 | 27,1 | 30,8 | 33,6 | 35,3 | 28,7  |
| Température minimale moyenne (°C) | 21.3 | 20.7 | 17.4 | 12.5 | 8.3  | 5.2  | 4.0  | 6.0  | 10.2 | 14.7 | 17.8 | 20.2 | 13.2  |
| Précipitations (mm)               | 38.0 | 44.1 | 32.3 | 17.3 | 20.0 | 14.5 | 14.0 | 9.8  | 8.6  | 21.6 | 27.5 | 38.1 | 285.7 |
| Nombre moyen de jours de pluie    | 4.6  | 4.8  | 3.1  | 2.2  | 3.2  | 2.7  | 2.6  | 2.0  | 2.3  | 4.7  | 5.7  | 5.8  | 43.7  |
| Source: Bureau of Meteorology     |      |      |      |      |      |      |      |      |      |      |      |      |       |

## Géographie

### Superficie
Pour la superficie de la phytorégion de l'Australie centrale, on va prendre la superficie totale des déserts australiens, soit 1 371 000 km2, ce qui représente 18 % de l'Australie.

### Relief
Le centre de l'Australie est principalement composé d'un plateau, dont l'altitude décroit d'Ouest en Est. Il est majoritairement plat, mais on trouve des zones escarpées comme les monts MacDonnell et les monts Musgrave.

## Faune
Dans le centre de l'Australie, on trouve surtout des espèces de reptiles, d'insectes et de petits mammifères ressemblant aux rongeurs. Dans les zones les plus humides, appelées outback, on trouve des kangourous roux, des émeus et aussi de très nombreux dromadaires australiens, espèce introduite.

## Flore

### Adaptations au climat désertique
Les plantes se trouvent dans un milieu qui à première vue ne leur est pas favorable. Elles ont dû s'adapter aux conditions du climat désertique.

#### Tolérance a la sécheresse
Certaines plantes vivaces, faisant partie de la végétation xérophyte, ont une structure qui favorise le stockage d'eau et son absorption rapide. Toutes les espèces de spinifex sont xérophytes.
D'autres espèces arrivent à tolérer la sécheresse en faisant la fixation du carbone en C4 lors de la photosynthèse, alors que les autres espèces font une fixation du carbone en C3. Les plantes de types C4 ont un avantage sur les plantes de types C3 dans des conditions de sécheresse, de chaleur et lorsque le taux d'azote est faible. En effet, les plantes C3 perdent environ 833 molécules d'eau par molécule de CO2 fixée lors de la photosynthèse, tandis que celles en C4 en perdent seulement 277.

#### Tolérance à la salinité
Il y a plusieurs stratégies pour survivre en milieu avec une concentration en sel élevée. Les plantes peuvent tolérer la salinité, elles sont alors des halophytes ou elles mettent en place des stratégies d'évitement (halophytes facultatives).
Certaines espèces sont capables d'excréter le sel par leurs feuilles afin de maintenir le taux interne de sel normal. Pour d'autres espèces, comme Atriplex vesicaria (en), il a été montré que la présence élevée de chlorure de sodium stimulait leur croissance.
Les stratégies d'évitement des effets négatifs d'une salinité élevée sont réalisées par les plantes éphémères. Elles complètent leur cycle de vie rapidement pendant les périodes suivant immédiatement de fortes précipitations, ces précipitations réduisent la concentration en sel.

### Les différentes zones
Il y a plusieurs zones où pousseront différentes espèces dans le centre de l'Australie.

#### Prairies
Les prairies sont surtout présentes dans la partie nord de la zone aride. On peut distinguer deux types de prairies.

##### Prairies de spinifex
Les habitats sont dominés par les formations de buttes de spinifex, principalement par le genre Triodia, les sols de cette région sont pauvres en nutriments. Ces prairies sont présentes dans les plaines de sable, les champs de dunes, les collines rocheuses et les cours d’eau et lacs normalement asséchés. Les prairies de spinifex sont très sèches et hautement inflammables, elles brûlent donc régulièrement. On y trouve des espèces d'eucalyptus de type Mallee et aussi des espèces de la famille des Grevillea et Hakea.

##### Prairies touffues (Heavy-soil tussock (tufted) grasslands)
Prairies qui caractérisent les plaines argileuses et relativement fertiles du centre de l'Australie. Les sols sont alcalins et dérivés de basalte ou de calcaire. Les plantes qui caractérisent cette région sont les Asterblas et la Dichanthium sericeum(queensland bluegrass).
Quelques Astreblas :
- Astrebla elymoides
- Astrebla lappacea
- Astrebla pectinata
- Astrebla squarrosa.

#### Les Mulgas
Les mulga se trouvent principalement dans la moitié sud de la zone aride. Les habitats sont dominés par une gamme d'espèces d'Acacia et couvrent près de 20 % du continent australien. Le nom du mulga est lié à l'espèce d'acacia qui le compose,.
- Mulga (ou Vrai Mulga) - Acacia aneura
- Mulga (ou Bendee) - Acacia catenulata
- Mulga (ou Bowgada) - Acacia linophylla
- Mulga à chevaux - Acacia ramulosa
- Mulga houblon - Acacia craspedocarpa
- Mulga noir - Acacia citrinoviridis
- Mulga parasol - Acacia brachystachya
- Mulga rouge - Acacia cyperophylla

#### Rivières du centre de l'Australie
Ces rivières sont généralement sèches, l'espèce dominante est Eucalyptus camaldulensis. On y trouve aussi Acacia estrophiolata et Eucalyptus coolabah. Ces espèces sont associées des graminées dont on peut citer:
- Eragrostis australasica
- Eragrostis infecunda
- Zygochloa paradoxa
- Enteropogon acicularis
- Enteropogon ramosus
- Eulalia aurea

#### Zone arbustive à chénopodes (Chenopod shrublands)
Région pratiquement absente de la moitié nord de la zone aride. Dans le sud, on la trouve dans les zones alcalines et les sols argileux salés. Elles couvrent 8 % des zones arides. Les plantes qu'on y trouve sont tolérantes à la sécheresse et au sel.
Les plantes font partie de la famille des chénopodes et on trouve comme principaux genres :
- Atriplex (Le principal)
- Maireana
- Halosarcia
- Sclerolaena.

## Conservation
Il y a un grand nombre de parcs nationaux dans cette région qui servent à la sauvegarde des différentes espèces animales et végétales.

### Parcs nationaux
Quelques parcs du centre de l'Australie :
- Parc national d'Uluṟu-Kata Tjuṯa
- Parc national des gorges de la Finke
- Parc national Watarrka
- Parc national MacDonnell Ouest.